# 소환술

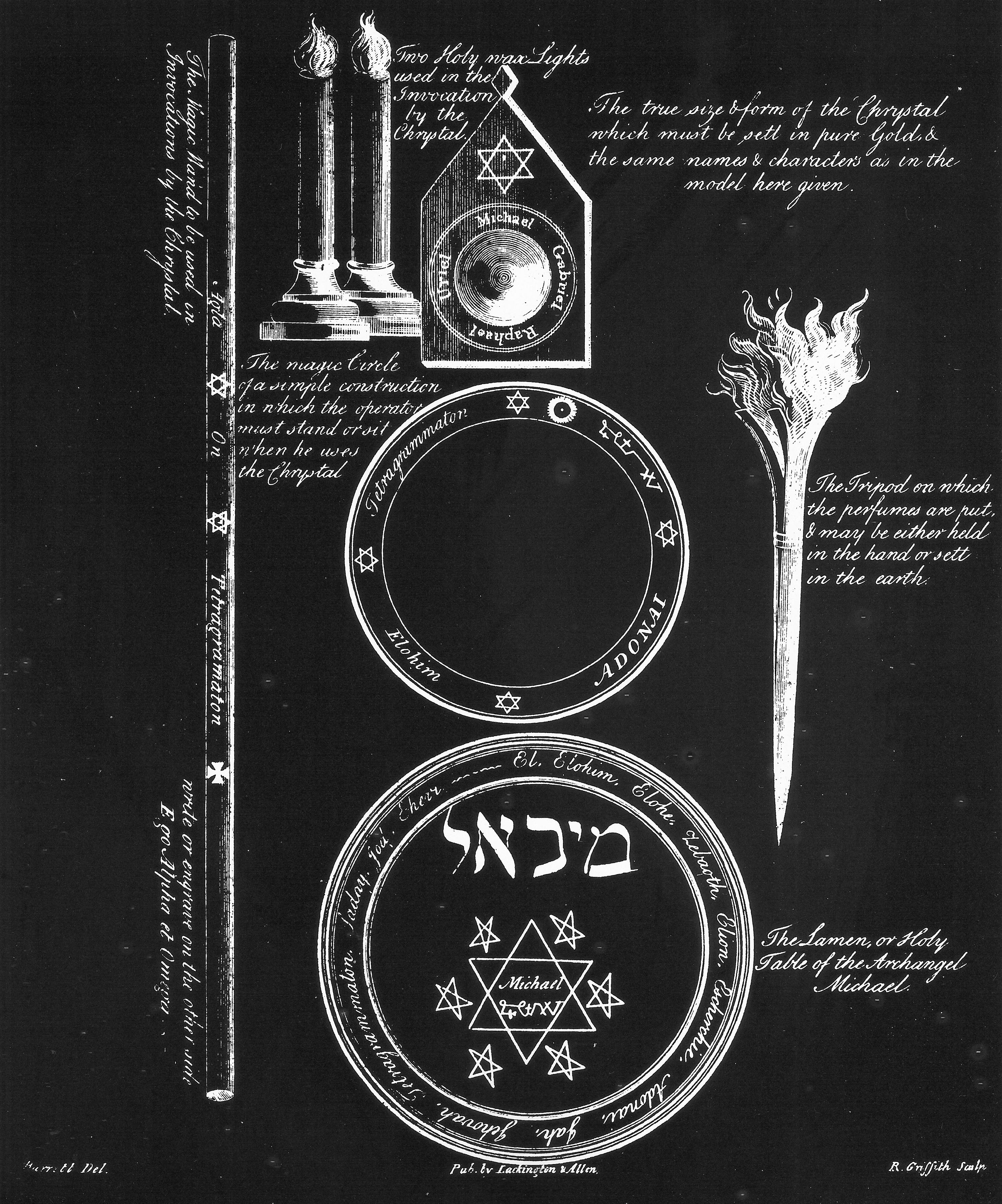
프랜시스 바렛트「비술사」(1801년)가 그린 「수정구에 의한 소환」의 도구 정리
(그림중앙 위로부터)수정구 또는 마법거울, 마법원, 가슴에 대는 원패
(동좌) 마법지팡이, 초 (우)향을 피우는 삼각

소환술(召喚術)은 어떠한 존재자(entities)를 소환하는 마법이다.
'소환'이라는 말은, 일반적으로는 '(재판소 등이) 특정의 사람에게 특정의 장소에 출두하도록 명하는 것'을 의미해, 영어의 summons에 상당한다. 현대 게임이나 판타지에서는 마귀 등을 호출하는 것을 「소환」이라고 표현하는 것이 많지만, 아사마츠 켄에 의하면, 이것은 1983년 이후에 정의된 일본의 서양 의식 마술 용어가 일반화한 것이라 한다. 다만, 현대의 의식 마술 용어로서의 '소환'은, 영어의 invocation의 역어로서 정의된 것이며, 전문적으로는 게임 등에서의 소환과는 다른 의의를 가진다.
소환 마술의 유의어·동의어에 강령술 , 강신술이 있다. 옛날에는 쇼와 초기에, 사카이 키요시가 「강령마술」을 저술해, 마령 등을 호출하는 동서의 강령술, 강신술을 소개했다. 쇼와 30년대에는 시부사와 타츠히코가 「흑마술의 수첩」 중에서 「항마의 방법」이라는 말을 이용했다.

## 소환, 초환
일반적인 한국어에서는 「소환」이라는 말은 「지정의 일시·장소에 출두를 명한다」일 등을 의미한다. 또, 「소환」이라고 쓰여지는 일이 있지만, 이것은 「파견하고 있던 사람을 귀환시킨다」의미이므로, 「호출한다」의 의미로 이용하는 것은 잘못이다. 「초환」(招喚)이라는 한문어는 신란의 「교유키노부증」에 용례가 있어, 정토진종에서 잘 사용되는 말이다. 일반적인 한국어에서는, 소의 글자는 '불러옴, 위로부터 명해 부름', 초의 글자는 '초래함'의 뜻에 이용되는 것이 많다.
「권청」(계산, 「권해 청한다」 「재촉한다」의 뜻)이라는 한문어는, 「불의 교화를 청해 바란다」라는 의미의 불교어이지만, 고승을 초청해 맞이하는 것, 새롭게 신불의 영혼을 옮겨 맞이해 모시는 것, 법요에 대해 불존이 도장에 왕림하는 것을 청원한다는 용례도 있다.
현대의 게임이나 판타지 소설에서는 소환방법을 전문으로 하는 마법사를 「소환사」로 부르는 일이 있다. 소환방법을 실시했다고 여겨지는 동서고금의 역사상의 인물을 소환사로서 소개하는 서브 컬쳐계의 서적도 존재한다.

## 서양 신비학에서의 소환마술

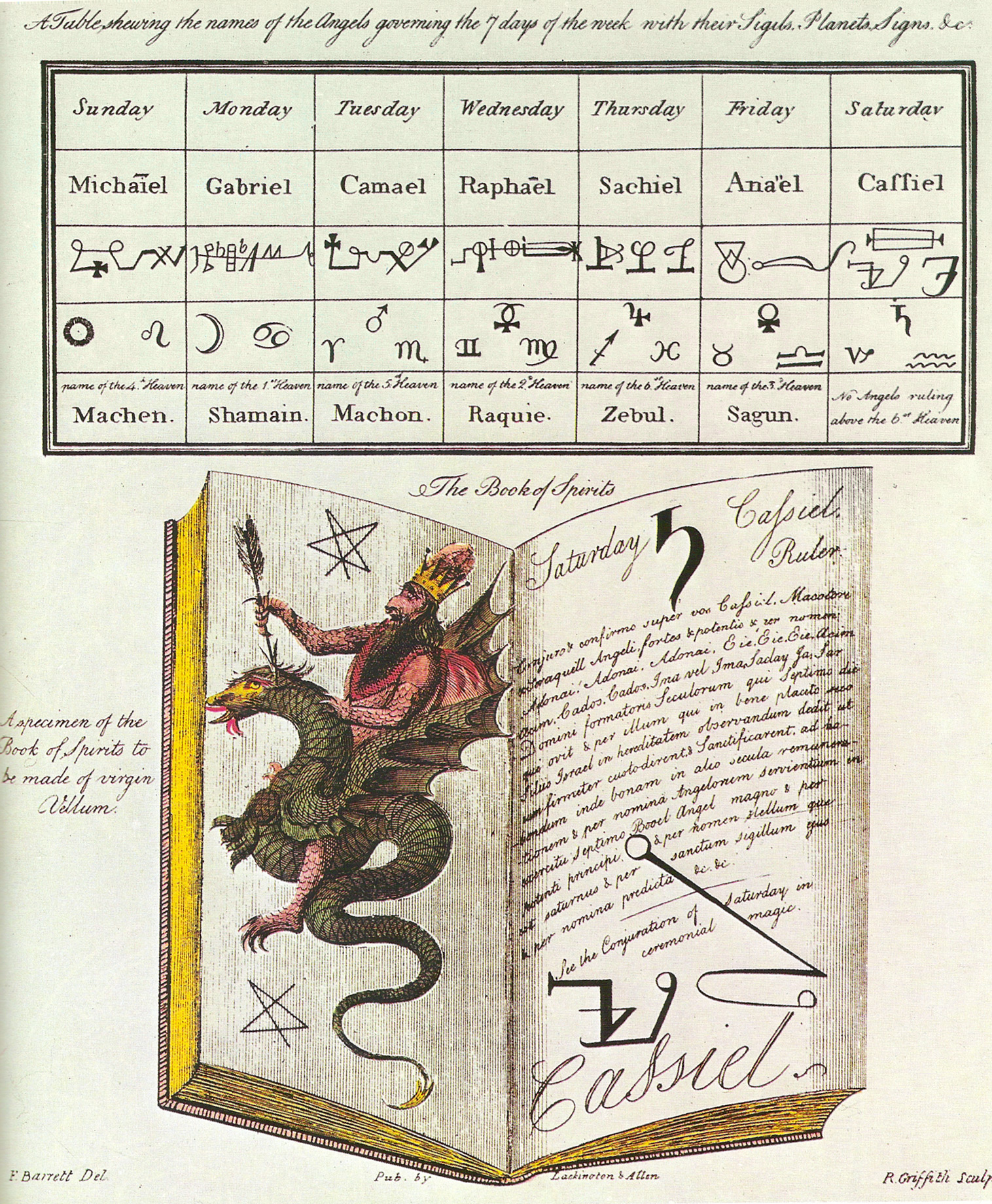
마술사가 양피지에 적은 「정령의 책」의 그림
(프랜시스 바렛트)

주로 한 무리의 서양의 낡은 그리모어나 근대신비학의 체계에서, 천사, 악마, 원소영혼 등, 여러 가지의 영적 존재(정령)를 호출하는 기법이 알려져 있다. 그러한 제기법을 소환, 소환방법, 소환 마술 등이라고 부르는 일이 있다. 경우에 따라서는 악마 소환이라고도 한다.
황금의 새벽단의 계통의 마술 체계에서는, 소환(invocation)과 환기(evocation)라는, 타입이 다른 두 개의 마술 작업이 있다. 이 둘은 통속적인 서적에서는 「소환마술」이라고 일괄로 되기도 하지만, 본래는 「의식마술」이라는 괄리안의 다른 기법이다. 그렇지만, 일본에서 이 용어법은 주로 황금의 새벽 유파의 의식식 마술이나 그 파생인 알레이스터 크로울리계의 마술에서 통용되고 있는 것이며, 그 이외의 분야에서는 「소환」의 말만 이용되는 것이 많다. 일반적으로 유포하고 있는 소환마술, 소환방법, 악마 소환 등의 말과 그 이미지는, 영어로 conjuration나 summoning에 해당되어, 어느 쪽이냐면, 황금의 새벽계 마술로 말하는 환기마술에 상당한다. 황금의 새벽계 마술의 전문가라도 반드시 엄밀하게 구분하여 사용하지 않고, 일반용으로 환기를 소환이라고 쓰고 있는 예도 볼 수 있다. 이와 같이, 일반적으로 유포하고 있는 용어법과 전문 분야에서의 용어법의 사이에 어긋남과 혼란을 볼 수 있다.
- 특수한 경우를 제외해, 상위의 초월적 존재(신, 천사 등)가 소환 대상이 되어, 비교적 하위의 존재(악마, 정령 등)가 환기 대상이 된다. 존재의 상위·하위의 기준은, 황금의 새벽단 등에 의해서 확립한 헤르메스적 카발라에 근거한 계층 우주론에 의해서 설정되어 있다.
- 이 때, 방법자의 심신을 지키기 위해 마법원을 마루에 그리는 일이 있다.
- 덧붙여 이 소환이라는 말은, 1980년대, 국서 간행회의 「세계 마법 대전」의 편집 과정에서 조 마츠 켄들에 의해서 역어에 충당된 것이라고 한다.

### 고전적인 의식 마술에서의 소환

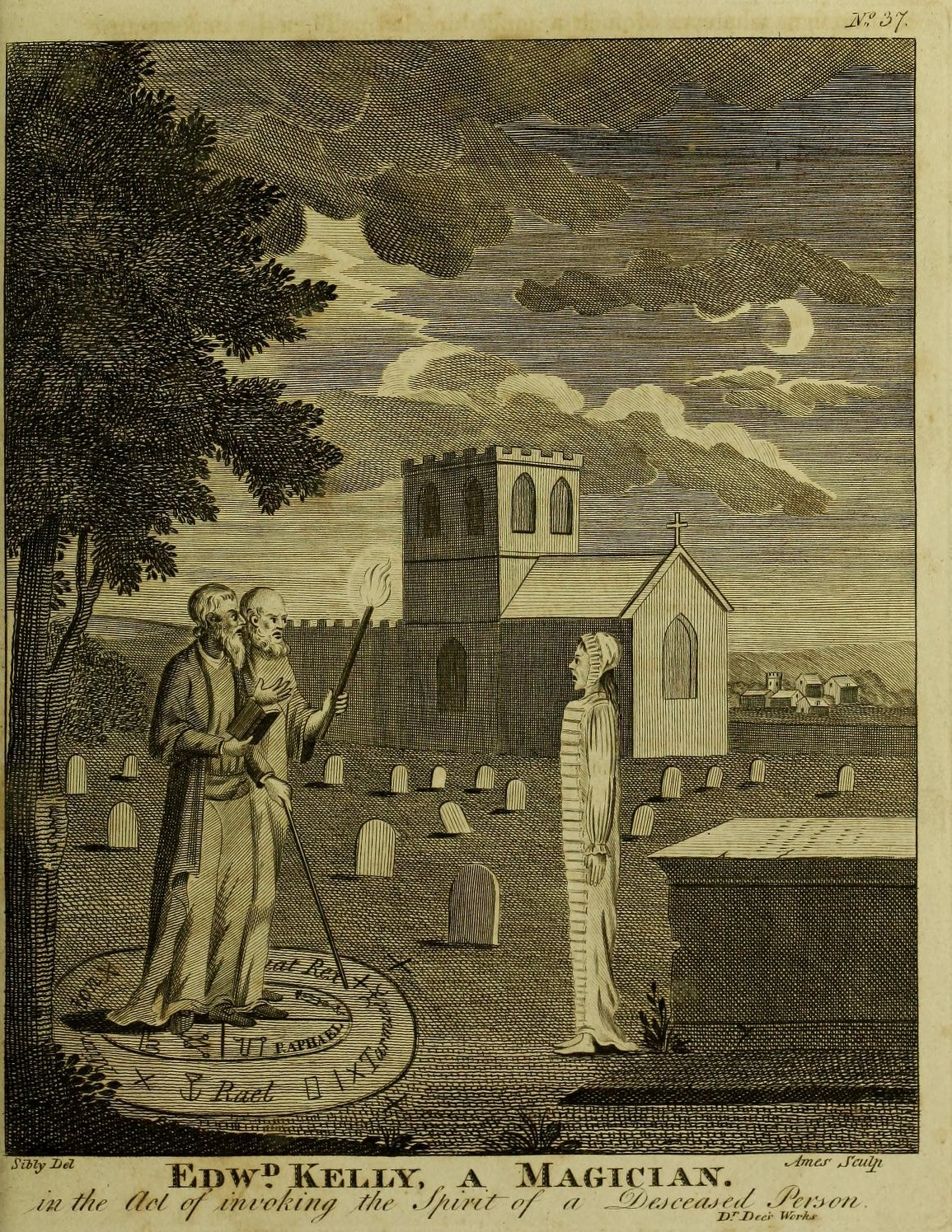
에드워드 케리, 사망자의 영혼을 소환하는 그림
(18세기의 점성술사 에베니자 시브리에 의함)

그리모어에 기록된 강령술에서는, 황금의 새벽단 이후의 의식마술과는 달리, 소환과 환기의 구별은 없다. 대상이 악령인지 천사인지를 불문하고,evocation가 아닌 invocation의 말이 이용되는 것이 많다.
중세 후기에는, 강령술은 일반적으로 네크로만시(necromantia) 또는 니그로만시(nigromantia)로 불렸다. 네크로만시의 원의는 「사망자(네크로이)를 개입시킨 예언(만테이아)」이며, 「공수」라고 번역 되기도 한다. 중세의 저술가 등은, 사망자가 부활할 리 없고, 네크로만시에 나타나는 것은 망자의 행세를 한 데몬이라고도 생각했다. 중세 종교사의 연구자 리처드 키크헤파에 의하면, 그 연장으로, 악령을 호출하는 것 전반을 네크로만시라고 부르게 되었다고 한다. 니그로만시는 라틴어의 niger(흑)에 끌려간 호칭으로, 자주 흑마술이라 번역되지만, 중세에는 네크로만시의 동의어로서 구별 없이 이용되었다.
강령술에 대해 악령에 명령하는 것을 영어로 conjuration, adjuration라고 한다, 모두 악마 지불의 의미에서도 이용되는 말이다. 라틴어의 동사 conjuro, adjuro, exorcizo는 대상의 영혼에 대해서 강청(강제·간청) 한다는 같은 의미를 갖고 있었다. exorcizo는 원래는 칠십인역이나 신약 성서에 용례가 있는 「엄명한다, 맹세하게 한다」라는 의미의 그리스어에 유래하는 라틴어이며, 성직자가 실시하는 악마 지불(엑소시즘)에서나 「(악령을) 엄명에 의해서 쫓아버린다」라는 의미로 이용된다. 리처드 키크헤파는, 강령술의 악령 강제의 주문과 불마식의 불평을 비교 검토해, 중세의 용법에서는, 악령을 호출하거나 쫓아버리려는 의도의 차이를 불문하고, 라틴어의 conjuratio와 exorcismus는 호환성이 있는 용어였다고 논했다. 또, 14세기 이후의 불마식에서는, 불마사가 악마에 해쳐지지 않도록, 홀린 사람을 고리 안에 두는 것이 행해진 것으로부터, 강령술의 마법원에도 불마식의 응용이라는 면이 있다고 지적되고 있어 「불마식에서 악마를 명령에 의해서 쫓아버릴 수 있다면, 호출해 명령할 수도 있다」라는 발상은 민중의 사이에 퍼지고 있었다는 논자도 있다. 일찍이 하위의 성직 계급의 하나에 불마사가 있어, 이것에 서품된 것이 있는 사람이 실제로 불마를 실시할 기회가 있다고는 할 수 없었지만, 안에는 길을 빗나가 악마를 호출하려는 사람도 있었다고 보여진다. 중세 후기에는, 일정한 직업에 허탕쳐 교회의 통솔을 받지 않고, 강령술 등에 손을 댈 수도 있는 주록적 성직자층이 존재해, 키크헤파가 말하는 "성직자의 지하 세계"(clerical underworld)가 형성되고 있었다. 강령술을 실시한 혐으로 고발된 사람중에는 때로는 속인이나 여성도 있었지만, 성직자가 많았다.

### 근대 마술에서의 소환과 환기
소환(invocation)과 환기(evocation)는 영어권에서도 때때로 혼동되지만, 황금의 새벽단의 계보를 당기는 마술 체계인 정도 명확하게 구별되는 기법이 되고 있다. invoke의 어원은 「호소한다」를 의미하는 라틴어의 invoco이며, 「빈다」라는 의미도 포함한다. evoke의 어원은, 「호출한다」를 의미하는 라틴어의 evoco이다. 이것에 따라, 소환과 환기에는 이하와 같은 방향성의 차이가 있다.
- 소환에서는 영적 존재에 호소해 그 왕림을 청한다. 환기에서는 영적 존재에 명령해 불러낸다.
- 소환에서는 영적 존재는 마술사의 안쪽에 불러 들일 수 있으며 환기에서는 영적 존재는 마술사의 외측에 불려 간다.
- 소환에서는 통상, 신들이나 천사 등, 계급에서 상위의 존재가 대상이 되어, 환기에서는 4원소의 정령이나 악마 등, 계급에서 인간과 동격이나 그것보다 하위의 존재가 대상이 되는 것이 보통이다[10].

알레이스터 크로울리는 다음과 같이 정의한다.

환기가 전방 또는 밖에 호출하는 것인데 비해, 소환은 불러 들이는 것이다. 이것이 마술의 두 부문의 본질적인 차이이다. 소환에서는 대우주가 의식으로 가득 차 넘친다. 환기에서는, 대우주가 된 마술사가 소우주를 창조한다. 제군은 신을 원환의 안에 소환해, 영혼을 삼각형의 안에 환기하는 것이다.

덧붙여 이 소환과 환기라는 말은, 국서 간행회의 번역 마술서를 편집한 조 마츠 켄과 번역자등의 회의에서 역어로서 정해진 것이라고 한다. 소환(invocation)과 강령(evocation)라는 예도 있다.

### 소환마술
소환마술(invocatory magic)은 신격에 청원해, 그 힘을 스스로의 안에 불러 내려, 그리고 일시적으로 자신이 신의 탈것화하는 것을 도모하는 마술 작업이다. 요컨데, 자신이 신과 일체화한다, 혹은 자신에게 신을 빙의시키는 기법이다. 알레이스터 크로울리는 그 방법을 「빌면서 너 자신을 타오르게 하라」 「빈번히 소환하라」의 2어에 요약했다. 수호천사의 소환은 마술사가 목표로 하는 것의 하나이다.
마술학원 I∴O∴S∴의 주최자 학습 주임인 추단면은, 소환에는 청원 소환과 빙의소환의 2종류의 방법이 있다고 지적한다. 빙의소환은, 알레이스터 크로울리가 정의하듯이, 방법자와 소환 대상이 융합하는 소환 작업이며, 잔의 업이라고도 한다. 이에 비해, 청원 소환은 방법자와 소환 대상이 분리한 채로 행해지는 소환이다.

### 환기마술

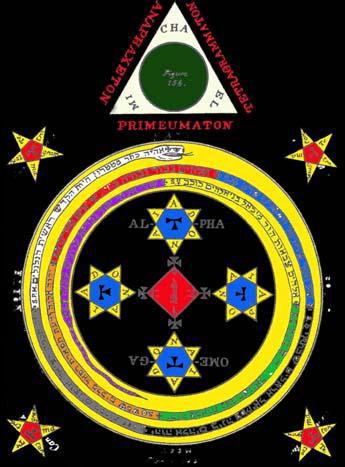
고에티아의 마법원과 삼각형

환기마술(evocative magic, magical evocation)은 영혼에 대해서, 마술사의 외부의 특정의 영역에 나타나도록 명령해, 나타난 영혼을 마술사의 목적을 위해서 일하게 하는 마술 작업이다. 소환을 잔의 업이라고 하는데 대해, 환기를 검의 업이라고 한다. 「인공 정령(artificial elemental)의 창조」는 이 변종이라고 할 수 있다.
근세의 그리모어 「고에티아」에 근거한 마술 작업은, 전형적인 환기 마술이다. 마술사는 땅에 그린 마법원의 안에 몸을 두어, 원외에 배치된 마법 삼각안에 데몬을 호출한다. 불려 간 영혼은 유태·크리스트교의 신의 위광을 빌린 마술사의 명령에 복종한다.
간행되고 있는 「고에티아」에 첨부된 도판에서는, 삼각형 안에 원이 그려져 있지만, 이것은 마법거울이라고도 해석되어, 마법거울을 스크라잉의 창으로서 이용하는 것은, 자주 있는 방법이다. 마법원은 마술사를 방호하기 위한 것이지만, 물리적으로 그릴 필요는 없고, 충분히 익숙한 입춘 전날밤 볶은 콩을 뿌려 악 의식에서 사족레리로 하는 의견도 있다. 전승에서는 향의 연기나 동물의 피 등에 의해서, 호출한 영혼을 물질화시켜, 눈에 보이도록 할 수 있다고 여겨진다. 현대로는, 이러한 일은 불필요하고, 영혼의 출현의 표시로서는 환시나 분위기의 변화로 충분히 말한다.

### 내용주
1. ↑  그 이전에는, 마술 역사가 프랜시스 X. 킹의 저서의 일본어 번역 중에서 '초환'(원문 마마)이라는 역어가 이용되고 있는 예가 있다
(프랜시스・킹 (1978). 《마술-또 하나의 유럽 정신사》. 이미지의 박물지. 삽택용언역. 헤본사. ISBN 4-582-28404-3. 다음 글자 무시됨: ‘ 일본 서적’ (도움말)).
또, 샤머니즘의 연구서속에서 정령 초환이라는 말이 사용되는 일이 있다
(예를 들면, I・M・루이스 (1985). 《엑스터시의 인류학-빙의와 샤머니즘》. 총서 성게 베루시 타스. 히라누마 타카유키역. 호세 대학 출판국. 다음 글자 무시됨: ‘ 일본 서적 ’ (도움말))
2. ↑  여기서의 '항마'는 '마를 내림'의 뜻이지만, 불교 용어의 '항마'는 '마를 끌어내림'의 뜻인 것에 유의.
3. ↑  「귀명은 숙원 초환의 칙명이든지.」 「욕구생토이후는, 모래 벌이것 여래, 제유의 군생을 초환시타마후의 칙명이든지.」
4. ↑  부동관 외 (1997).  신기원사 편집부편, 편집. 《소환사-음양사로부터 데비르사마나까지》. Truth in fantasy. 타카히라 나루미 감수. 신기원사. ISBN 4-88317-282-1. 다음 글자 무시됨: ‘ 일본 서적’ (도움말)
5. ↑  예를 들어,하니예 (2005).  신기원사 편집부편, 편집. 《도해 근대 마술》. F-files. 신기원사. ISBN 4-7753-0410-0. 다음 글자 무시됨: ‘ 일본 서적’ (도움말)
6. ↑  이 삽화는 19세기 이후, 존 데와 에드워드 케리를 그린 그림으로서 자주 인용해지지만, 원작자의 의도에서는 케리와 함께 그려져 있는 것은 폴 웨어링이라는 인물이다.
7. ↑  중세의 철에서는 nigromancia, nygromancia 등.
8. ↑  예를 들면, 벤베누트 체리니 (1993). 《체리니 자전-피렌체 조금사 일대기(상)》. 이와나미 문고. 코가 히로토 역. 이와나미 서점. 다음 글자 무시됨: ‘ 일본 서적’ (도움말)
9. ↑  영어에서는 conjuration는 기술을 가리키는 말로서도 사용되게 되었다. 영어의 conjurer는 강령술사와 기술사라는 두 의미를 가진다.
10. ↑  추단면의 설명으로는, 인간을 기준으로 하면 천사는 진화나무의 상위에 있으며, 요마나 원소영혼은 인간으로는 진화나무의 하위에 위치한다는 설정이 되어 있다. 「실천 마술 강좌」, 혹은 「의식 마술을 행하기 위한 실천적주석」(리가르디저, 히우라 유키오역 「소환 마술」의 권말에 수록)을 참조.
11. ↑  예를 들면,S.L. MacGregor Mathers, tr., Aleister Crowley, ed.; Hymenaeus Beta, ed. (1995). 《The Goetia, The Lesser Key of Solomon the King》 Illurat 2판. York Beach, ME: Samuel Weiser. 70쪽. ISBN 087728847 X. OCLC 33044028.